# Wadi Fira
Wadi Fira (arabisch وادي فيرا, DMG Wādī Fīrā) ist eine Provinz des Tschad und entspricht der vormaligen Präfektur Biltine. Ihre Hauptstadt ist Biltine. Die Provinz hat etwa 508.383 Einwohner.

## Geographie
Wadi Fira liegt im Osten des Landes, umfasst eine Fläche von 46.850 km² und grenzt an die Region Darfur im Sudan.

### Untergliederung
Die Region ist in vier Départements unterteilt:
- Biltine (Hauptort Biltine)
- Dar Tama (Hauptort Guéréda)
- Iriba (Hauptort Iriba)
- Mégri (Hauptort Matadjana)

## Bevölkerung
Wie die benachbarte Provinz Wadai ist auch Wadi Fira von Flüchtlingsströmen aus dem vom Darfur-Konflikt betroffenen Sudan betroffen.